# 干锅

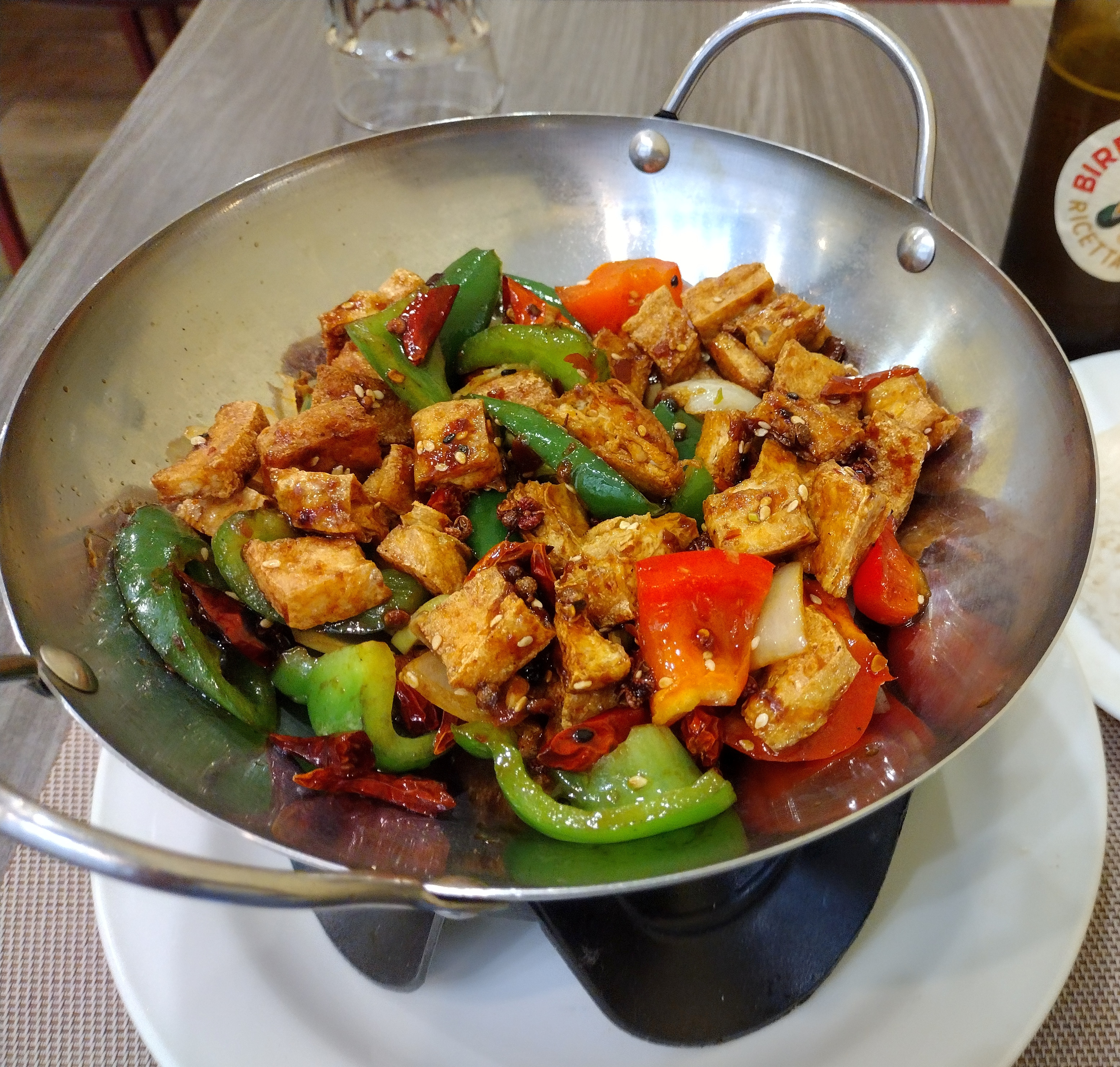
干锅 - 豆腐

干锅是一种食品，或被理解为一种食品烹饪方式。起源于四川德阳。其制法重油重盐，属于典型的盐帮菜。而最早的干锅食材只有现宰的鸡肉，现宰的兔肉和蔬菜，与川西片区饮食习惯一致，所以在德阳大受欢迎。由于最开始的干锅店已经关门大吉，所以起源的具体时间无从考证。干锅在2004年后在重庆开始大面积传播，2005年后传向东部各地和南方广东等地。

## 外部連結
1.icook.tw › search › 干鍋《干鍋》食譜與做法，共 239 道 - 愛料理 （页面存档备份，存于）
2.www.clarisonic.com.tw › archives › 81917乾鍋花椰菜必看攻略! 獨家資料! (2023年更新) - Clarisonic （页面存档备份，存于）
3.hululu.tw › gandie台南乾鍋「干爹-干鍋店」麻辣乾鍋辣香夠味超過癮！不嗜辣的朋友 ... （页面存档备份，存于）
4.www.walkerland.com.tw › article › view大宅門乾鍋鴨頭｜高雄超涮嘴美食,還有獨特的一鍋二吃 - 達人 ... （页面存档备份，存于）